# العلاقات البوسنية البيروية
العلاقات البوسنية البيروفية هي العلاقات الثنائية التي تجمع بين البوسنة والهرسك وبيرو.

## مقارنة بين البلدين
هذه مقارنة عامة ومرجعية للدولتين:
| وجه المقارنة                                              | البوسنة والهرسك                                             | بيرو                                   |
| --------------------------------------------------------- | ----------------------------------------------------------- | -------------------------------------- |
| المساحة (كم2)                                             | 51.20 ألف                                                   | 1.29 مليون                             |
| عدد السكان (نسمة)                                         | 3.51 مليون                                                  | 32.16 مليون                            |
| الكثافة السكانية (ن./كم²)                                 | 68.55                                                       | 24.93                                  |
| العاصمة                                                   | سراييفو                                                     | ليما                                   |
| اللغة الرسمية                                             | اللغة البوسنوية، اللغة الكرواتية، اللغة الصربية             | اللغة الإسبانية، اللغة الأيمرية، كتشوا |
| العملة                                                    | مارك بوسني                                                  | سول بيروفي جديد                        |
| الناتج المحلي الإجمالي (بليون دولار)                      | 18.17 مليار                                                 | 211.39 مليار                           |
| الناتج المحلي الإجمالي (تعادل القوة الشرائية) بليون دولار | 41.35 مليار                                                 | 393.13 مليار                           |
| الناتج المحلي الإجمالي الاسمي للفرد دولار أمريكي          | 4.25 ألف                                                    | 6.03 ألف                               |
| الناتج المحلي الإجمالي للفرد دولار أمريكي                 | 10.43 ألف                                                   | 11.99 ألف                              |
| مؤشر التنمية البشرية                                      | 0.733                                                       | 0.740                                  |
| رمز المكالمات الدولي                                      | +387                                                        | +51                                    |
| رمز الإنترنت                                              | .ba                                                         | .pe                                    |
| المنطقة الزمنية                                           | توقيت وسط أوروبا، ت ع م+01:00، ت ع م+02:00، أوروبا/سراييفو ‏ | توقيت بيرو، 00                         |

## منظمات دولية مشتركة
يشترك البلدان في عضوية مجموعة من المنظمات الدولية، منها:
| علم المنظمة | اسم المنظمة                               | تاريخ انضمام البوسنة والهرسك | تاريخ انضمام بيرو |
| ----------- | ----------------------------------------- | ---------------------------- | ----------------- |
|             | مؤسسة التنمية الدولية                     | 25 فبراير 1993               | 30 أغسطس 1961     |
|             | يونسكو                                    | 2 يونيو 1993                 | 21 نوفمبر 1946    |
|             | وكالة ضمان الاستثمار متعدد الأطراف        | 19 مارس 1993                 | 2 ديسمبر 1991     |
|             | الأمم المتحدة                             | 22 مايو 1992                 | 31 أكتوبر 1945    |
|             | الاتحاد البريدي العالمي                   | ?                            | ?                 |
|             | البنك الدولي للإنشاء والتعمير             | 25 فبراير 1993               | 31 ديسمبر 1945    |
|             | الاتحاد الدولي للاتصالات                  | 20 أكتوبر 1992               | 12 يوليو 1915     |
|             | منظمة حظر الأسلحة الكيميائية              | ?                            | ?                 |
|             | مؤسسة التمويل الدولية                     | 25 فبراير 1993               | 20 يوليو 1956     |
|             | المركز الدولي لتسوية المنازعات الاستشارية | 13 يونيو 1997                | 8 سبتمبر 1993     |
|             | منظمة الشرطة الجنائية الدولية             | ?                            | ?                 |

## وصلات خارجية
- موقع وزارة الخارجية البوسنية
- موقع وزارة الخارجية البيروفية